# Pesti Molnárok és Sütők Gőzmalma Rt.
Pesti Molnárok és Sütők Gőzmalma Rt. egy nagy múltú budapesti élelmiszeripari üzem, gőzmalom volt.

## Története
Az 1800-as évek második felében bekövetkező nagyipari fejlődés során számos gőzmalom épült Budapest területén. Ezek közé tartozott a Pesti Molnárok és Sütők gőzmalma, későbbi nevén Pesti Molnárok és Sütők Gőzmalma Rt. is. A létesítmény 1868-ban épült fel a Soroksári út – Liliom utca – Vaskapu utca – Tinódi utca által határolt tömbön Soroksári út 78-80. (ma 14.) számon jegyezve. (Később mellé épült a Gizella-malom.) 1928-ban a Pesti Molnárok Rt. beolvadt az Első Budapest Rt.-be. A gőzmalmot nem sokkal később, 1933-ban lebontották. Helyén ma lakóházak állnak.